# 黃鉉閔
黃鉉閔（2000年2月9日—）為臺灣男子籃球運動員，場上位置為控球後衛，就讀松山高中時受到運動傷害影響球場上的發揮，高中畢業後升學至國立臺灣科技大學就讀資訊管理系，2022年7月在超級籃球聯賽新人選秀會第一輪獲得裕隆納智捷青睞，2022年8月與裕隆納智捷完成簽約。2023年11月黃鉉閔因吳季穎涉嫌打假球案遭臺灣士林地方檢察署約談，涉入臺灣職籃假球案，複訊後以新臺幣30萬元交保，並限制其住居；裕隆納智捷表示經檢察官諭令聲押或交保之球員會依約終止契約。中華民國籃球協會召開紀律委員會，依據「中華民國籃球協會職業聯盟、球隊暨球員、職員、經紀人與經紀公司懲處辦法」決議註銷黃鉉閔的球員註冊。

## 外部連結
- 黃鉉閔在Eurobasket.com（球員）（英语）